# Stabilní parní stroj

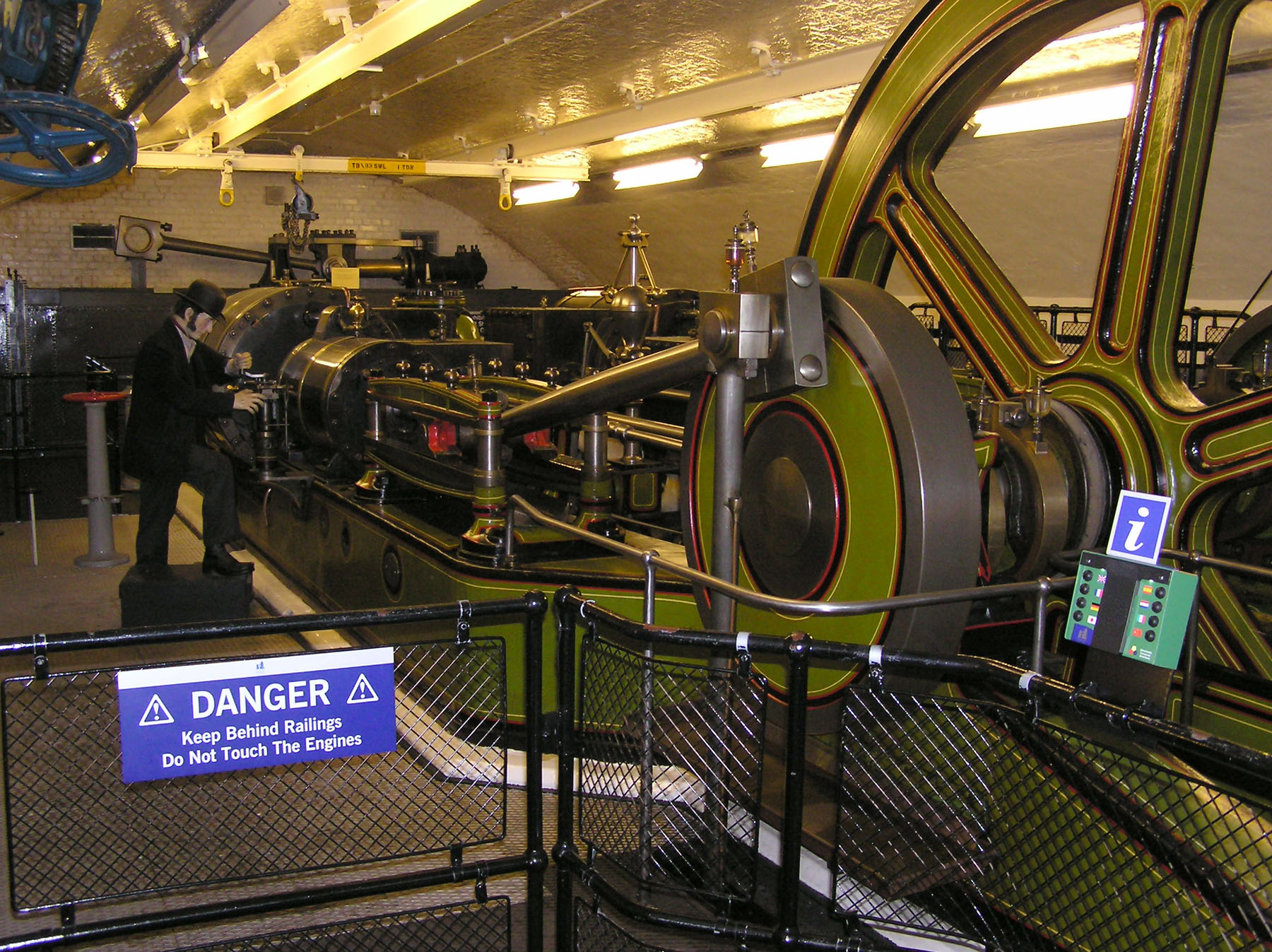
Stabilní parní stroj v Tower Bridge v Londýně. Jeden ze dvou strojů sloužících ke zvedání mostu.

Stabilní (nebo také stacionární) parní stroj je umístěný na jednom místě, obvykle v budově či místnosti, zvané strojovna, s níž je pevně spojen.
Bývá tvořen tzv. fremou, což je rám stroje, která bývá usazena na vyzděném nebo vybetonovaném soklu.
Stroj se skládá z tepelně odizolovaného válce, křižáku, který bývá tvořen litinovým odlitkem a přírubou pevně připojený k válci, a setrvačníkem, jehož ložiska jsou též pevně ukotvena k betonovým základům.
Pokud nemá jednu určitou funkci (například pohon generátoru, těžního stroje, čerpadla), je jeho mechanická práce obvykle rozváděna do okolí transmisemi.
Parních strojů tohoto typu se dochovalo poměrně velké množství, je možno je vidět například v muzeích, vzniklých z původních provozů. Často se k nim ale bohužel nedochovaly parní kotle, protože po ukončení provozu byl stroj sice ponechán ale kotelna byla většinou přestavěna k jinému účelu. Dochovalé stroje v dobrém technickém stavu jsou při ukázkách poháněny stlačeným vzduchem z kompresoru. V Čechách jsou zachovalé velké stacionární parní stroje jako exponáty v hornickém muzeu v Příbrami nebo v Ekotechnickém muzeu v Praze - Bubenči. V druhém jmenovaném lze nalézt též původní kompletní kotelnu i s parními kotly. Jejich dobrý stav umožňuje příležitostný ukázkový provoz.